# پل پیروزی، ایروان
پل پیروزی، ایروان (ارمنی: Հաղթանակի կամուրջ Haght'anaki kamurj) یک پل قوسی برای عبور و مرور است که دو سوی رود هرازدان در ایروان ارمنستان به هم پیوند می‌دهد. این پل خیابان ماشتوتس در شرق را به خیابان دریاسالار ایساکوف متصل می‌کند. این پل در تاریخ ۲۵ نوامبر ۱۹۴۵ گشایش یافت و برای بزرگداشت پیروزی اتحاد شوروی بر آلمان نازی در پایان جنگ جهانی دوم نامگذاری شد . این پل توسط معماران ای. مامیجانیان (A. Mamijanyan) و ای. آساتریان (A. Asatryan) طراحی شد و شامل هفت طاق است.